# IC 1882
IC 1882 ist eine Spiralgalaxie vom Hubble-Typ Sbc im Sternbild Walfisch südlich des Himmelsäquators. Sie ist schätzungsweise 319 Millionen Lichtjahre von der Milchstraße entfernt und hat einen Durchmesser von etwa 85.000 Lj.
Das Objekt wurde am 29. Januar 1894 von Stéphane Javelle entdeckt.